# Bas Dost
Bas Leon Dost (* 31. května 1989 Deventer) je nizozemský profesionální fotbalista, který hraje na pozici útočníka za nizozemský klub FC Utrecht. Mezi lety 2015 a 2018 odehrál také 18 utkání v dresu nizozemské reprezentace, ve kterých vstřelil 1 branku.

## Klubová kariéra
Bas Dost začínal s fotbalem v nizozemském klubu Germanicus. Pak přešel do mládežnické akademie FC Emmen. Prošel i dalšími nizozemskými kluby Heracles Almelo a SC Heerenveen. Za Heerenveen se stal v sezóně 2011/12 nejlepším střelcem Eredivisie (nizozemské nejvyšší soutěže), během 34 utkání vsítil celkem 32 gólů.
V červnu 2012 přestoupil do klubu VfL Wolfsburg hrajícího německou Bundesligu. 14. února 2015 nastřílel v bundesligovém zápase proti Bayeru Leverkusen čtyři góly a měl tak značný podíl na vítězství svého týmu 5:4. Na začátku roku 2015 se dostal celkově do znamenité formy, sázel góly v průměru každých 63 minut.
V srpnu 2016 přestoupil do portugalského klubu Sporting Lisabon.

## Reprezentační kariéra
Dost hrával za nizozemskou mládežnickou reprezentaci do 21 let.
V reprezentačním A-týmu Nizozemska přezdívaném Oranje debutoval 28. 3. 2015 v domácím kvalifikačním zápase proti Turecku (remíza 1:1).